# Daniel Wolf
Daniel Wolf (Vienna, 4 maggio 1985) è un ex calciatore austriaco, di ruolo centrocampista.

## Caratteristiche tecniche
Wolf può essere impiegato sia da centrocampista centrale che da esterno, occasionalmente ha anche giocato come attaccante esterno e come terzino.

## Carriera

### Club
Wolf inizia la sua carriera con le squadre giovanili dell'Admira Wacker M.. Dal 2003 al 2004 si alterna tra la prima squadra, disputando due partite nel 2002-2003 e quattro l'anno successivo, e la seconda squadra, con la quale gioca in Regionalliga Ost. Nei primi mesi del 2004 è ceduto in prestito al LASK Linz, nella Erste Liga, disputando 3 partite. L'anno successivo ritorna all'Admira Wacker Mödling, dove rimane fino alla stagione 2005-2006, totalizzando 16 presenze e 1 gol la prima stagione e 14 presenze la seconda con la prima squadra, alla quale alterna sempre presenze con la seconda squadra.
Nella stagione 2006-2007 si trasferisce in Italia, alla Pistoiese, dove gioca 26 partite segnando 2 gol. A fine anno è ceduto al Piacenza. Fa il suo debutto con la maglia biancorossa il 14 agosto nella gara valida per il primo turno di Coppa Italia vinta per 2-0 contro lo Spezia. Segna il suo primo gol in maglia biancorossa il 18 agosto nella vittoria per 2-1 in casa del Ravenna nel secondo turno di Coppa Italia.
Durante la partita Brescia-Piacenza dell'8 novembre 2008 subisce un grave infortunio al ginocchio che ne compromette il prosieguo della stagione; rientra in campo il 30 maggio 2009, subentrando a Stefano Avogadri all'inizio del secondo tempo della partita vinta 2-1 contro il L.R. Vicenza.
Nella stagione 2009-2010 inizia come titolare, ma dopo l'avvicendamento in panchina tra Fabrizio Castori e Massimo Ficcadenti finisce di fatto fuori rosa insieme ai compagni Tulli e Silvestri, che il direttore sportivo Antonino Imborgia non era riuscito a cedere nel calciomercato invernale.
Nella stagione successiva viene impiegato pochissimo dal nuovo allenatore Armando Madonna: prima della sosta natalizia totalizza 3 presenze di cui solo quella contro il Sassuolo da titolare.
Il 31 gennaio 2011, alla chiusura del mercato, rescinde il contratto con il club emiliano e fa ritorno all'Admira Wacker Mödling, squadra che lo aveva lanciato, con cui, pur senza mai scendere in campo, vince il campionato di Erste Liga.

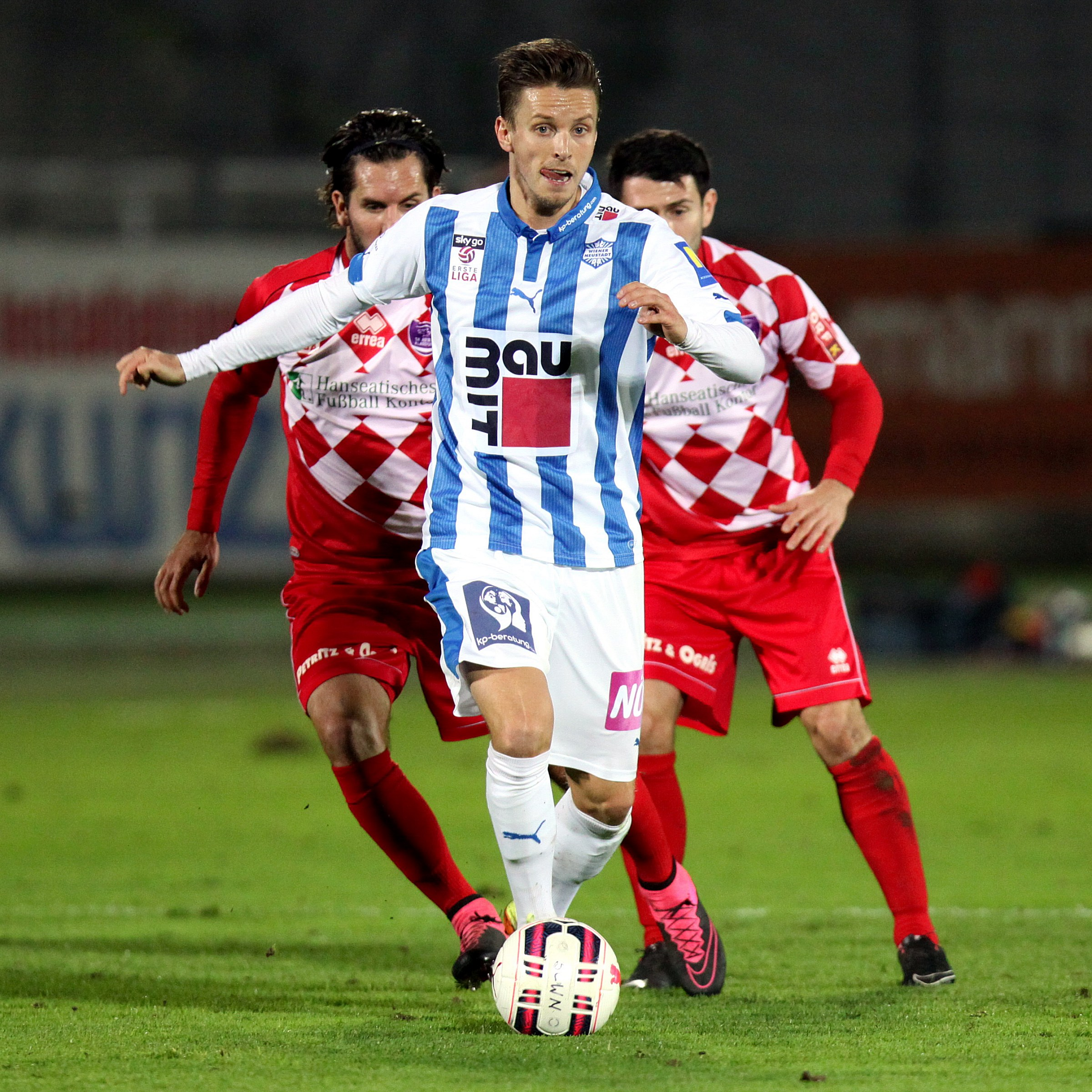
Wolf con la maglia del Wiener Neustadt.

Nell'estate 2011 viene ceduto a parametro zero al Wiener Neustadt, formazione militante in Bundesliga.
Dopo due stagioni e complessive 49 presenze resta svincolato nell'estate 2013. Nel gennaio 2014 si accasa all'Hartberg, squadra militante in Erste Liga. Fa il suo debutto con l'Hartberg il 28 febbraio seguente nella partita vinta per 2-1 contro il Liefering nella quale segna anche il gol del momentaneo 2-0. Termina la stagione con 2 reti in 13 presenze.

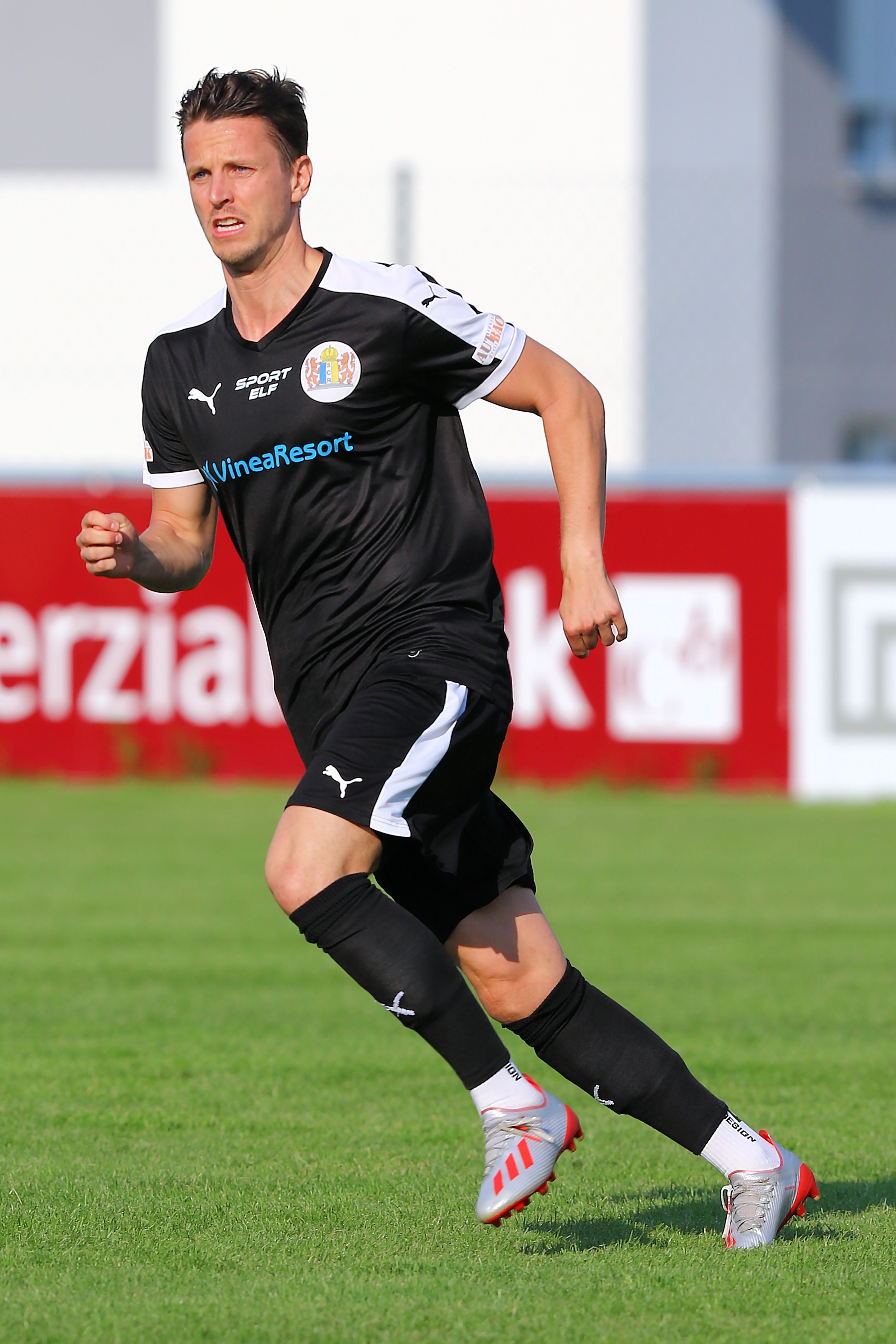
Wolf con la maglia del Ritzing nel 2016.

La stagione successiva si trasferisce all'Austria Lustenau, sempre in Erste Liga. Debutta con la nuova maglia il 12 luglio 2014 nella sconfitta per 3-2 contro il Wiener SK nel primo turno di coppa d'Austria. Rimasto svincolato dopo 23 presenze in campionato e una in coppa d'Austria, l'estate successiva fa ritorno al Wiener Neustadt, appena retrocesso in Erse Liga. Segna il primo gol con i bianco blu il 26 febbraio nella vittoria 2-1 contro il LASK Linz. Terminata la stagione con 23 presenze e una rete in campionato e 1 presenza in coppa d'Austria resta svincolato. L'anno successivo si trasferisce al Ritzing, squadra militante in Regionalliga Ost. Fa il suo debutto con la nuova maglia il 15 luglio nella vittoria per 3-0 sul Wiener SK valida per il primo turno di coppa d'Austria nella quale mette a segno una rete. Termina la stagione con 5 reti in 25 presenze in campionato ed una rete in 2 presenze in coppa d'Austria.
L'anno successivo si trasferisce al Karabakh Wien, squadra neopromossa in Regionalliga. Fa il suo debutto con la nuova maglia il 16 luglio nella sconfitta casalinga per 5-1 contro il Blau-Weiß Linz valida per il primo turno di coppa d'Austria. Segna la sua prima rete con la nuova maglia il 2 settembre 2017 nella vittoria per 1-0 sul Traiskirchen. Conclude la stagione totalizzando 2 reti in 26 presenze in campionato ed una presenza in coppa d'Austria. Nella stagione 2018-2019 fa ritorno al Ritzing, finito, nel frattempo, a militare in Burgenlandliga. Nella stagione 2018-2019 totalizza 2 reti in 26 presenze in Burgenlandliga, alle quali si aggiunge una presenza nella Raiffeisen Cup. Nella stagione  2019-2020, conclusasi anzitempo a causa dello scoppio della pandemia causata dal coronavirus COVID-19, totalizza 1 rete in 15 presenze in campionato e una rete in due presenze in Raiffeisen Cup. Nel 2020-2021, annata terminata anch'essa in anticipo a causa della pandemia in corso, disputa 5 partite in Burgenlandliga e 2 in Raieffeisen Cup.
Il 23 luglio 2021, nella partita valida per il primo turno di Raieffeisen Cup vinta per 4-1 contro lo Schlaining, veste la fascia di capitano del Ritzing. Chiude l'annata 2021-2022 con una rete in 23 presenze in campionato, oltreché due presenze in Raiffeisen Cup; nella stagione seguente le presenze in campionato sono invece 25, con 4 reti, più una in coppa.
Rimane al Ritzing fino al gennaio 2024 quando, dopo il ritiro della squadra dal campionato, si trasferisce, insieme a diversi compagni e a parte dello staff tecnico, al Lackenbach, compagine militante in 2. Liga Mitte con cui fa il suo debutto il successivo 3 marzo nella partita pareggiata per 0-0 contro l'MSV 2020. A fine stagione con i biancorossi totalizza 12 presenze senza reti rimanendo poi svincolato.

### Nazionale
Wolf vanta 8 partite con la nazionale Under-21 austriaca disputate tra il 2006 e il 2007.

## Statistiche

### Presenze e reti nei club
Statistiche aggiornate all'8 giugno 2024.
| Stagione                | Squadra                 | Campionato              | Campionato | Campionato | Coppe nazionali | Coppe nazionali | Coppe nazionali | Coppe continentali | Coppe continentali | Coppe continentali | Totale | Totale |
| Stagione                | Squadra                 | Comp                    | Pres       | Reti       | Comp            | Pres            | Reti            | Comp               | Pres               | Reti               | Pres   | Reti   |
| ----------------------- | ----------------------- | ----------------------- | ---------- | ---------- | --------------- | --------------- | --------------- | ------------------ | ------------------ | ------------------ | ------ | ------ |
| 2002-2003               | Admira Wacker M.        | BL                      | 2          | 0          | CA              | 0               | 0               | -                  | -                  | -                  | 2      | 0      |
| 2003-gen. 2004          | Admira Wacker M.        | BL                      | 2          | 0          | CA              | 1               | 0               | -                  | -                  | -                  | 3      | 0      |
| 2003-gen. 2004          | Admira Wacker II        | Reg. Ost                | 7          | 1          | CA              | -               | -               | -                  | -                  | -                  | 7      | 1      |
| gen.-giu. 2004          | LASK Linz               | EL                      | 3          | 0          | -               | -               | -               | -                  | -                  | -                  | 3      | 0      |
| 2004-2005               | Admira Wacker M.        | BL                      | 16         | 1          | CA              | 0               | 0               | -                  | -                  | -                  | 16     | 1      |
| 2005-2006               | Admira Wacker M.        | BL                      | 14         | 0          | CA              | 0               | 0               | -                  | -                  | -                  | 14     | 0      |
| 2004-2005               | Admira Wacker II        | Reg. Ost                | 8          | 1          | -               | -               | -               | -                  | -                  | -                  | 8      | 1      |
| 2005-2006               | Admira Wacker II        | Reg. Ost                | 6          | 1          | -               | -               | -               | -                  | -                  | -                  | 6      | 1      |
| Totale Admira Wacker II | Totale Admira Wacker II | Totale Admira Wacker II | 21         | 3          |                 | -               | -               |                    | -                  | -                  | 21     | 3      |
| 2006-2007               | Pistoiese               | C1                      | 26         | 2          | -               | -               | -               | -                  | -                  | -                  | 26     | 2      |
| 2007-2008               | Piacenza                | B                       | 21         | 0          | CI              | 3               | 1               | -                  | -                  | -                  | 24     | 1      |
| 2008-2009               | Piacenza                | B                       | 13         | 0          | CI              | 0               | 0               | -                  | -                  | -                  | 13     | 0      |
| 2009-2010               | Piacenza                | B                       | 13         | 0          | CI              | 1               | 0               | -                  | -                  | -                  | 14     | 0      |
| 2010-gen. 2011          | Piacenza                | B                       | 3          | 0          | CI              | 0               | 0               | -                  | -                  | -                  | 3      | 0      |
| Totale Piacenza         | Totale Piacenza         | Totale Piacenza         | 50         | 0          |                 | 4               | 1               |                    | -                  | -                  | 54     | 1      |
| feb.-giu. 2011          | Admira Wacker M.        | EL                      | 0          | 0          | -               | -               | -               | -                  | -                  | -                  | 0      | 0      |
| Totale Admira Wacker    | Totale Admira Wacker    | Totale Admira Wacker    | 36         | 1          |                 | -               | -               |                    | -                  | -                  | 36     | 1      |
| 2011-2012               | Wiener Neustadt         | BL                      | 29         | 0          | CA              | 1               | 0               | -                  | -                  | -                  | 30     | 0      |
| 2012-2013               | Wiener Neustadt         | BL                      | 20         | 0          | CA              | 2               | 0               | -                  | -                  | -                  | 22     | 0      |
| gen.-giu. 2014          | Hartberg                | EL                      | 13         | 2          | -               | -               | -               | -                  | -                  | -                  | 13     | 2      |
| 2014-2015               | Austria Lustenau        | EL                      | 23         | 0          | CA              | 1               | 0               | -                  | -                  | -                  | 24     | 0      |
| 2015-2016               | Wiener Neustadt         | EL                      | 23         | 1          | CA              | 1               | 0               | -                  | -                  | -                  | 24     | 1      |
| Totale Wiener Neustadt  | Totale Wiener Neustadt  | Totale Wiener Neustadt  | 72         | 1          |                 | 4               | 0               |                    | -                  | -                  | 76     | 1      |
| 2016-2017               | Ritzing                 | Reg. Ost                | 25         | 5          | CA              | 2               | 1               | -                  | -                  | -                  | 27     | 6      |
| 2017-2018               | Karabakh Wien           | Reg. Ost                | 26         | 2          | CA              | 1               | 0               | -                  | -                  | -                  | 27     | 2      |
| 2018-2019               | Ritzing                 | Burg.                   | 26         | 2          | Raiff. Cup      | 1               | 0               | -                  | -                  | -                  | 27     | 2      |
| 2019-2020               | Ritzing                 | Burg.                   | 15         | 1          | Raiff. Cup      | 2               | 1               | -                  | -                  | -                  | 17     | 2      |
| 2020-2021               | Ritzing                 | Burg.                   | 5          | 0          | Raiff. Cup      | 2               | 0               | -                  | -                  | -                  | 7      | 0      |
| 2021-2022               | Ritzing                 | Burg.                   | 23         | 1          | Raiff. Cup      | 2               | 0               | -                  | -                  | -                  | 25     | 1      |
| 2022-2023               | Ritzing                 | Burg.                   | 25         | 4          | Raiff. Cup      | 1               | 0               | -                  | -                  | -                  | 26     | 4      |
| set.-dic. 2023          | Ritzing                 | Burg.                   | 13         | 3          | Raiff. Cup      | 1               | 0               | -                  | -                  | -                  | 14     | 3      |
| Totale Ritzing          | Totale Ritzing          | Totale Ritzing          | 132        | 16         |                 | 10              | 2               |                    | -                  | -                  | 142    | 18     |
| gen.-giu. 2024          | Lackenbach              | 2L                      | 12         | 0          | Raiff. Cup      | -               | -               | -                  | -                  | -                  | 12     | 0      |
| Totale                  | Totale                  | Totale                  | 412        | 27         |                 | 22              | 3               |                    | -                  | -                  | 434    | 30     |

## Palmarès

### Club

#### Competizioni nazionali
- Erste Liga: 1

Admira Wacker Mödling: 2010-2011